# المليليح
المليليح؛ مركز وقرية سعودية، في منطقة المدينة المنورة، تقع شمال غرب المدينة المنورة وتبعد عنها حوالي 60 كلم، وتتبع منطقة المدينة المنورة.

## الموقع
تقع قرية المليليح بالقرب من وادي الحمض على بعد نحو 55 كم شمال غرب المدينة المنورة على وصلة متفرعة من طريق (المدينة المنورة/ تبوك)، ويقطن هذه المنطقة عروة من جهينة يمين وادي الحمض، وتبلغ مساحة المركز حوالي 2098.4 كم مربعا، وتمثل حوالي 8.3% من إجمالي مساحة نطاق المدينة المنورة ومراكزها، ويضم المركز 37 قرية، ويبلغ عدد سكان مركز المليليح طبقا لتقديرات الاستشاري لعام 1420هـ نحو سبعة آلاف وخمس مئة نسمة، حيث تمثل حوالي 9.2% من إجمالي سكان القرى، وتبلغ الكثافة العامة حوالي 3.6 شخص/كم2.